# 苏热勒加讷隆
苏热勒加讷隆（法語：Sougé-le-Ganelon，法語發音：[suʒe lə ɡanlɔ̃]）是法国萨尔特省的一个市镇，属于马梅尔斯区。

## 地理
苏热勒加讷隆（48°19'5"N, 0°1'50"W）面积18.11 平方千米，位于法国卢瓦尔河地区大区萨尔特省，该省份为法国西北部内陆省份，北起顺时针与奥恩省、厄尔-卢瓦省、卢瓦-谢尔省、安德尔-卢瓦尔省、曼恩-卢瓦尔省和马耶讷省接壤，是法国大西部的入口，连接卢瓦尔河谷、布列塔尼和巴黎盆地。
与苏热勒加讷隆接壤的市镇（或旧市镇、城区）包括：阿塞勒布瓦讷、杜耶、圣莱奥纳尔德布瓦。

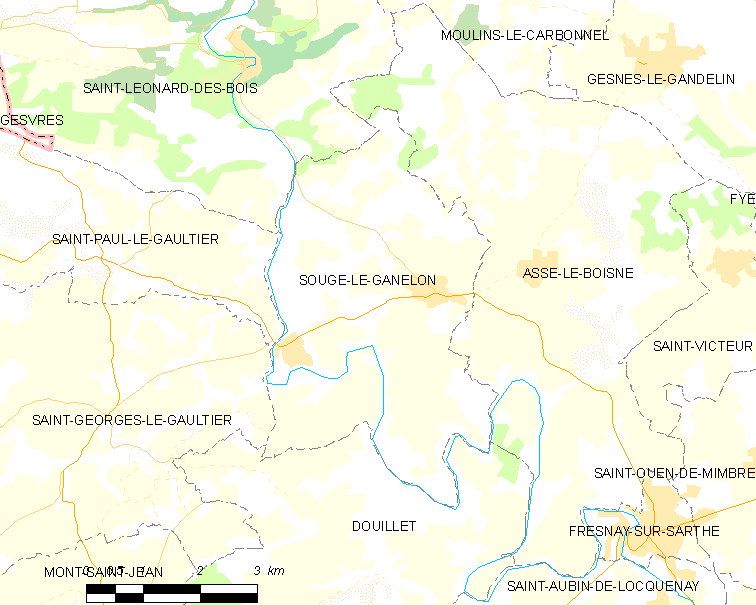
苏热勒加讷隆的OSM定位图

苏热勒加讷隆的时区为UTC+01:00、UTC+02:00（夏令时）。

## 行政
苏热勒加讷隆的邮政编码为72130，INSEE市镇编码为72337。

## 政治
苏热勒加讷隆所属的省级选区为锡耶勒纪尧姆县。

## 人口

1962-2008年间苏热勒加讷隆人口变化图示

苏热勒加讷隆于2022年1月1日时的人口数量为832人。